# Basílica de Nuestra Señora de la Inmaculada Concepción de El Viejo
La Basílica de la Inmaculada Concepción de María de El Viejo es una iglesia ubicada en El Viejo, departamento de Chinandega, Nicaragua, a la cual la Iglesia católica le da el estatus de basílica menor y santuario nacional. Está adscrita a la diócesis de León, y está dedicada a la Inmaculada Concepción.

## Historia
El santuario alberga una imagen de la Virgen de unos cincuenta centímetros de alto, regalada por Santa Teresa de Jesús a su hermano Pedro, y traída por éste a América en 1562, antes de acabar en 1626 en manos de los frailes franciscanos de El Viejo. El edificio fue construido en el siglo XVII en estilo colonial español y es de tres naves; la pila bautismal data aproximadamente de 1560.
La iglesia fue reconocida como santuario nacional por la Conferencia Episcopal de Nicaragua el 8 de octubre de 1995. El decreto para convertirla en basílica menor fue firmado por el Papa Juan Pablo II el 20 de diciembre de 1995, y fue confirmado poco después durante su segunda visita a Nicaragua el 7 de febrero de 1996. La imagen fue reconocida como patrona de Nicaragua el 13 de mayo de 2001.